# Poyntingův vektor
Poyntingův vektor, též Umovův–Poyntingův vektor je vektorový součin intenzit elektrického a magnetického pole. Zpravidla jej zapisujeme pomocí písmene {\displaystyle S}. Je pojmenován po objevitelích Johnu Poyntingovi a Nikolaji Umovovi.

## Definice
{\displaystyle {\vec {S}}={\vec {E}}\times {\vec {H}}}
vakuum: {\displaystyle {\vec {S}}=c^{2}\cdot {\vec {g}}=c^{2}\cdot \left({\vec {D}}\times {\vec {B}}\right)}

## Fyzikální význam
Tento vektor popisuje transport energie prostřednictvím elektromagnetického pole. Jeho velikost udává plošnou hustotu toku výkonu, směr a orientace se shodují se směrem a orientací toku výkonu.
To platí, pokud pro určení hodnoty Poyntingova vektoru použijeme intenzity elektrického a magnetického pole, které přísluší jedné elektromagnetické vlně (mají stejnou příčinu, např. stejný zdroj napětí v elektrickém obvodu).

## Jednotka
Watt na metr čtvereční
{\displaystyle [W\cdot m^{-2}]}

## Přenos elektrické energie
Poyntingův vektor ukazuje, že (na rozdíl od obecného přesvědčení) se energie nepřenáší vodiči, ale prostorem kolem nich. Ve vodiči je totiž nulová intenzita elektrického pole, a tedy i Poyntingův vektor.
Přenos energie (výkonu) dvoudrátovým přímým vedením od zdroje ke spotřebiči znázorňuje obrázek (tmavé tečky značí průřez vodičů, tmavší barva vyšší plošnou hustotu přenášeného výkonu)
Pro přenos energie ve vakuu platí:
{\displaystyle {\vec {S}}={\frac {1}{\mu _{0}}}\cdot {\vec {E}}\times {\vec {B}}}
V případě harmonické elektromagnetické vlny šířící se ve vakuu platí pro okamžitou velikost Poyntingova vektoru výraz:
{\displaystyle S={\frac {1}{\mu _{0}}}\cdot E_{0}B_{0}\sin ^{2}(kx-\omega t)}